# Andrew Allen
Andrew Michael Allen (ur. 4 sierpnia 1955 w Filadelfii) – amerykański astronauta.

## Życiorys
W 1977 uzyskał dyplom z inżynierii mechanicznej na Villanova University w Filadelfii, później służył w lotnictwie USA, w 1987 ukończył szkołę pilotów doświadczalnych lotnictwa morskiego w Maryland. Ma wylatane ponad 6000 godzin.
5 czerwca 1987 został wybrany przez NASA jako kandydat na astronautę, w sierpniu 1988 został włączony do grupy astronautów, przechodził szkolenie na pilota statku kosmicznego. Od 31 lipca do 8 sierpnia 1992 jako pilot uczestniczył w misji STS-46 trwającej 7 dni, 23 godziny i 15 minut. Jako pilot brał również udział w misji STS-62 od 4 do 18 marca 1994 trwającej 13 dni, 23 godziny i 16 minut. Był dowódcą misji STS-75 od 22 lutego do 9 marca 1996 trwającej 15 dni, 17 godzin i 40 minut. Łącznie spędził w kosmosie 37 dni, 16 godzin i 11 minut. Opuścił NASA 1 października 1997.

## Odznaczenia
- Legia Zasługi
- Medal Departamentu Obrony za Wzorową Służbę
- Zaszczytny Krzyż Lotniczy
- Medal Departamentu Obrony za Chwalebną Służbę
- Single Mission Air Medal
- NASA Outstanding Leadership Medal
- NASA Exceptional Service Medal
- Medal Za Lot Kosmiczny (NASA)